# T.N.T. (album)
 For alternative betydninger, se TNT. (Se også artikler, som begynder med TNT)
T.N.T. er det andet studiealbum fra det australske hårde rockband AC/DC, som blev udgivet i december 1975. Syv af albummets ni sange blev skrevet af Angus Young, Malcolm Young og Bon Scott. "Can I Sit Next to You Girl" blev skrevet af brødrene Young, og sangen "School Days" er en coverversion af Chuck Berry.
T.N.T. blev oprindeligt udgivet af Albert Productions og er aldrig blevet genudgivet af noget andet pladeselskab, selvom mange af albummets sange var inkluderet på Atlantic Records' internationale udgivelse af High Voltage i maj 1976.

## Spor
Alle sangene er komponeret af Angus Young, Malcolm Young og Bon Scott, medmindre andet står skrevet.
1. "It's a Long Way to the Top (If You Wanna Rock 'n' Roll)" – 5:15
2. "Rock 'n' Roll Singer" – 5:04
3. "The Jack" – 5:52
4. "Live Wire" – 5:49
5. "T.N.T." – 3:35
6. "Rocker" – 2:51
7. "Can I Sit Next to You Girl" (A. Young, M. Young) – 4:12
8. "High Voltage" – 4:22
9. "School Days" (Chuck Berry) – 5:21

Vinyludgivelsen indeholdt længere udgaver af "High Voltage" og "Rocker."

## Musikere
- Bon Scott – sang
- Angus Young – Leadguitar, kor
- Malcolm Young – Rytmeguitar, kor
- Mark Evans – bas, kor
- Phil Rudd – Trommer, kor